# Iglesia católica de Iosefin
La iglesia de la Natividad (en rumano: Biserica „Nașterea Fecioarei Maria”; en húngaro: Kisboldogasszony-templom), también conocida como iglesia católica de Iosefin, es un edificio religioso de la diócesis de Timișoara de la Iglesia católica que se encuentra en el barrio de Iosefin enTimisoara, Rumania.

## Historia
La parroquia católica romana del distrito de Iosefin se estableció en 1775 después de que Timișoara fuera liberada del dominio otomano. Otros distritos de la ciudad también pertenecían a la parroquia de Iosefin en ese momento, como Elisabetin, Mehala y Ronaț. Todos ellos se han convertido en parroquias independientes con el tiempo. La iglesia católica romana del distrito de Iosefin es la iglesia más antigua de la ciudad después de la catedral de San Jorge en Piața Unirii y la predecesora de la actual iglesia piarista. 
El templo fue construida entre 1772 y 1774 en estilo barroco y consagrada en diciembre de 1775 por Leonhardus Rothenbach en nombre del obispo de la diócesis de Szeged-Csanád. La iglesia fue erigida en honor a la Natividad de María, la santa patrona que se celebra el 8 de septiembre.
La torre, dañada durante el asedio de 1849, fue renovada en 1861 por el arquitecto Johann von Schuster. La iglesia dominaba los edificios circundantes mientras el distrito de Iosefin tuvo un aspecto rural. Las casas tenían una fachada corta con un frontón que daba a la calle y una fachada larga a un lado de la parcela en el patio, como en los pueblos llanos del Banato. Después de que Iosefin comenzara a desarrollarse rápidamente tras la conexión de Timișoara con el sistema ferroviario centroeuropeo, la torre barroca de la iglesia parecía demasiado corta. Por eso, en 1889 se construyó la aguja afilada de la torre, que todavía existe hoy y que le da a la iglesia una esbeltez inusual para los edificios barrocos. El reloj de la torre fue el primero y hasta 1838 el único reloj público del distrito. Las campanas de la iglesia se fundieron en noviembre de 1923 en el taller de Antal Novotny.
Desde 1932 hasta 2013, la estatua de piedra más antigua de Juan Nepomuceno, realizada en 1723, que es también el monumento más antiguo de la ciudad, estuvo ubicada en el patio de la iglesia. Desde entonces, fue restaurada y reubicada frente a la Iglesia del Milenio en el distrito de Fabric.

## Arquitectura
No se conocen los arquitectos de la iglesia parroquial y se supone que eran de origen vienés y estaban al servicio del Tesoro. El edificio es relativamente pequeño, con una torre robusta, de estilo barroco maduro con algunos detalles de rococó. Se pueden ver decoraciones con motivos vegetales en la fachada.
En el altar mayor neobarroco de 1935, obra de László Szántó, hay un retrato de la Virgen María de finales del siglo XVIII. Las dos estatuas de madera a ambos lados del altar, que representan a San Joaquín y Santa Ana, datan de antes de 1778. Los dos altares laterales, de estilo barroco, fueron realizados en honor a Francisco de Asís y Santa Ana. El tercer altar, de estilo neorrománico, data de 1895 y estaba dedicado a la devoción al Sagrado Corazón de Jesús.